# Bernhard Kurpiers
Bernhard Kurpiers (* 16. Dezember 1942 in Oppeln; † 7. Februar 2019 in Sindelfingen) war ein deutscher Politiker (CDU).

## Biografie
Kurpiers besuchte die Volksschule und die Berufsschule, wo er die Lehre zum Maschinenbauer abschloss. Von 1976 an arbeitete er als Pneumatiker.
Kurpiers wurde im Oktober 1996 Kreisvorsitzender der Christlich-Demokratischen Arbeitnehmerschaft Bremen-Stadt. Zwei Monate später wurde er Mitglied im Bundesvorstand der CDA-IG BCE-Arbeitsgemeinschaft, zwei Jahre später Mitglied im Landesvorstand der CDA-DGB-AG. Von 1995 bis 1999 gehörte er dem Ortsamtsbeirat in Vahr an. Von 1999 bis 2003 war er Mitglied der Bremischen Bürgerschaft. 